# История Антарктики
Согласно международному договору, Антарктикой считается участок земной поверхности к югу 60° ю. ш. За две тысячи лет до открытия Антарктиды древние географы эллинистического мира пришли к убеждению, что на крайнем юге есть земля, Terra Australis Incognita — Неведомая Южная земля. Термин «Антарктика», как противоположность Арктике, впервые употребил Марин Тирский во II веке н. э. В западном мире с античных времён верили в существование южной земли, призванной сбалансировать избыток суши — Европу, Азию и Африку. Аристотель постулировал симметрию земли, что означало наличие обитаемой суши на юге от Африки. Существуют карты, созданные в Средние века и эпоху Возрождения, на которых «Неведомая Южная земля» изображена как отдельный континент или соединяющаяся с Южной Америкой (например, карта Пири-реиса).
Европейская география получила первые достоверные сведения о земле на Южном полюсе в эпоху великих географических открытий. В XV—XVI веках, после того как европейские мореплаватели обогнули мыс Горн и мыс Доброй Надежды, стало понятно, что если Неведомая Южная земля и существует, то является отдельным континентом.
Первое судно, пересёкшее Южный полярный круг, принадлежало голландцам; им командовал Дирк Герритц. В 1599 году в Магеллановом проливе судно Герритца после шторма потеряло из виду эскадру и пошло на юг. Когда оно спустилось до 64° ю. ш., там была обнаружена высокая земля. В 1675 году Ла Роше́ открыл Южную Георгию; в 1739 году был открыт остров Буве; в 1772 году в Индийском океане Ив-Жозеф Керглен, французский морской офицер, открыл остров, позже названный его именем.
Почти одновременно с плаванием Керглена из Англии отправился в первое своё путешествие в Южное полушарие Джеймс Кук, и уже в январе 1773 года его суда «Adventure» и «Resolution» пересекли Южный полярный круг на меридиане 37°33′ в. д. После тяжёлой борьбы со льдами он достиг 67°15′ ю. ш., где был вынужден повернуть к северу. В декабре 1773 года Кук снова отправился в Южный океан, 8 декабря пересёк его и на параллели 67°5′ ю. ш. был затёрт льдами. Высвободившись, Кук пошёл далее на юг и в конце января 1774 года достиг 71°15′ ю. ш., к ЮЗ от Огненной Земли. Здесь непроницаемая стена льдов помешала ему идти далее. Хотя он открыл отдельные антарктические острова, так и не обнаружил материк. Кук одним из первых достиг южнополярных морей и, встретив в нескольких местах сплошной лёд, объявил, что далее его проникнуть нельзя. Ему поверили и в течение 45 лет полярных экспедиций не предпринимали.
Первая русская антарктическая экспедиция в 1819 году попыталась проникнуть в глубь Южного Ледовитого океана и посетила Южную Георгию.
Первое географическое открытие земли южнее 60° ю. ш. (современная «политическая Антарктика», управляемая системой Антарктического договора) совершил 19 февраля 1819 года английский купец Уильям Смит, наткнувшийся на остров Ливингстон (Южные Шетландские острова).
Наконец, в 1820 году сразу три экспедиции обнаружили Антарктиду.
28 января 1820 года русская антарктическая экспедиция под командованием Фаддея Беллинсгаузена и Михаила Лазарева на военных шлюпах «Восток» и «Мирный» была остановлена льдами на 69°21′ ю. ш. в районе современного шельфового ледника Беллинсгаузена. Беллинсгаузен в своём дневнике написал: «Продолжая путь на юг, в полдень в широте 69°21’28, долготе 2°14’50" мы встретили льды, которые представлялись нам сквозь шедший снег в виде белых облаков». Лазарев написал: «Встретили матёрый лёд чрезвычайной высоты… простирался оный так далеко, как могло только достигнуть зрение». Двигаясь на восток они везде встречали «льдинный материк». Корабли русской экспедиции находились на расстоянии менее 3 км от северо-восточного выступа того участка побережья Антарктиды, который через 110 лет увидели норвежские китобои и назвали Берегом Принцессы Марты. 13 февраля 1820 года экспедиция подошла почти вплотную к береговым обрывам ледового материка Земля Эндерби на 66° ю. ш.
Затем, выйдя за пределы полярного круга, Беллинсгаузен прошёл вдоль него на восток до 19° в. д., где снова его пересёк и достиг в феврале 1820 года опять почти той же широты (69°6′). Далее на восток он поднялся только до 62° параллели и продолжил свой путь вдоль окраины плавучих льдов. Затем, на меридиане островов Баллени, Беллинсгаузен дошёл до 64°55′, в декабре 1820 достиг 161° з. д., прошёл Южный полярный круг и достиг 67°15′ ю. ш., а в январе 1821 года достиг 69°53′ ю. ш. Почти на меридиане 81° он открыл высокий берег острова Петра I, а пройдя ещё на восток, внутри Южного полярного круга 29 января 1821 года открыл берег Земли Александра I. До 1940 года Земля Александра I считалась частью материка, пока не выяснилось, что она является островом: под многометровой толщей шельфового льда был обнаружен пролив, отделяющий остров от материка. Таким образом, Беллинсгаузен первый совершил полное плавание вокруг Антарктиды на широтах от 60° до 70°.
30 января британская экспедиция Эдуарда Брэнсфилда также видела Антарктиду. Затем в ноябре к континенту подходил американский китобойный корабль капитана Натаниэла Палмера.
Первая высадка человека на континент была произведена моряками китобойного корабля «Сесилия» под командованием капитана Джона Дэвиса 7 февраля 1821 года.
В 1840 году американец Чарльз Уилкс прошёл вдоль побережья Антарктиды в секторе 97°—158° восточной долготы, нанеся на карту примерные очертания береговой линии, названной позже в его честь Землёй Уилкса. В 1839—1840 годах француз Жюль Дюмон-Дюрвиль открыл Землю Адели, а в 1841—1842 англичанин Джеймс Росс открыл море Росса и Землю Виктории.
Первую высадку на берег Антарктиды и первую зимовку на мысе Адэр совершила норвежская экспедиция Карстена Борхгревинка в 1895 году. У них было два домика и 70 собак.

## Исследование
После этого началось изучение побережья континента и его внутренней части. Многочисленные исследования были проведены английскими антарктическими экспедициями под руководством Роберта Скотта (1901-1904, 1910-1913) и Эрнеста Шеклтона (1907-1909, 1914-1917), Норвежской антарктической экспедицией (1910—1912) Руаля Амундсена, Австралийской антарктической экспедицией (1911—1914) Дугласа Моусона и другими.
В 1911 году норвежская экспедиция Руаля Амундсена (в которую, кроме него, входили Олаф Бьяланд, Оскар Вистинг, Хелмер Хансен и Сверре Хассель) первой достигла Южного полюса, немного опередив в гонке за полюс погибшую на обратном пути экспедицию Роберта Скотта.
1946—1947 гг. — американская антарктическая экспедиция Высокий прыжок (англ. Highjump).
С середины XX века началось изучение Антарктиды на промышленной основе. На континенте разными странами создаются многочисленные постоянные базы, круглый год ведущие метеорологические, гляциологические и геологические исследования. Только в рамках проведения международного геофизического года представители 11 государств построили более 60 баз и станций.
Третья советская антарктическая экспедиция, возглавляемая Евгением Толстиковым, 14 декабря 1958 года достигла Южного полюса недоступности и основала там временную станцию «Полюс недоступности». За год до этого был осуществлён санно-тракторный поход к Геомагнитному полюсу, а год спустя советские учёные добрались и до Южного полюса.
Впервые пересекли Антарктиду (через Южный полюс от моря Уэделла к морю Росса) на тягачах в 1957—1958 гг. новозеландец Э. Хиллари и англичанин В. Э. Фукс.
В 1959 году был подписан Договор об Антарктике, закрепляющий за Антарктидой статус территории, свободной от военной деятельности и посвящённой деятельности научной.
Анализируя материалы международного геофизического года, советские учёные А. П. Капица и И. А. Зотиков на рубеже 1950-х и 1960-х гг. предсказывали открытие под толщей антарктических льдов озёр пресной воды и предлагали программу бурения льдов к этим «затерянным мирам». Открытие такого озера под станцией Восток может считаться последним «великим географическим открытием» в истории человечества.